# Santa Engràcia de Montalbà
Santa Engràcia de Montalbà és una capella de l'antic terme de Montalbà dels Banys, del terme comunal dels Banys d'Arles i Palaldà, a la comarca del Vallespir (Catalunya del Nord).
Està situada al nord-oest de l'antic terme de Montalbà, al nord-oest de Can Mascarat, aturonada en una carena que davalla del termenal entre els Banys d'Arles i Palaldà i Arles, a ponent de la carretera departamental D53. Des de la carretera, cal pujar a peu fins a l'ermita.
Santa Engràcia fou dependència de Santa Maria d'Arles; la primera documentació és del 1285, i en aquest document es diu que eclesiàsticament depenia de Santa Maria de Montalbà. El 1369 consta a Arles un prior de Santa Engràcia, cosa que, malgrat la manca de documentació que en parli, fa pensar que fou un priorat depenent d'Arles. El 1570 encara s'esmenta el priorat, mentre que a finals del segle xvii ja consta com a ermita.
Hi havia un retaule gòtic, del segle xv, que fou robat el 1972, i encara s'hi conserva una talla de la Mare de Déu, que és còpia d'una imatge romànica desapareguda.
L'edifici, molt senzill, és d'una sola nau capçada per un absis semicircular a llevant, en el qual s'obre una finestra de punt rodó i doble biaix. La porta original era al mur meridional, però se n'obri una altra al frontispici, a ponent, sota l'espadanya, que ara només conserva el muntant septentrional. L'interior és cobert amb volta de canó, i la unió de la nau amb l'absis presenta un arc triomfal. L'aparell és força irregular, de carreus petits irregulars. Podria ser datada entre els segles xi i xii.
Diverses excursions de la zona del Vallespir Mitjà tenen aquest coll com a escenari d'una part del seu recorregut.